# Marbre de Bouère
Le marbre de Bouère est une variété de marbre extrait à Bouère et dans sa région près de Laval utilisée pour les objets ou les monuments. Ce marbre a été employé pour l'édification de la basilique du Sacré-Cœur de Montmartre et de la gare Saint-Lazare à Paris. Il a servi aussi en 1931, en Belgique, dans la décoration intérieure de style Art déco, de la Villa Empain, à Bruxelles. 

## Histoire
Il est extrait de trois carrières : 
- le Bois-Jourdan. Le marbre est gris foncé avec un veinage blanc et des taches rouges caractéristiques[2]. Cette carrière a été rouverte au XXIe siècle[3]; elle est exploitée par la société MEAC, l'un des plus gros producteurs français de carbonate de chaux[Note 1]. Ce marbre a été utilisé en décoration des parois de la salle des Pas-Perdus dans la gare Saint-Lazare ;
- l'Enjugeraie. La carrière produisait le marbre rose Enjugeraie, encore appelé Sarrancolin de la Mayenne[4];
- la Pélivière[Note 2] ;
- la Taude[Note 3] à Grez-en-Bouère[5].